# Hwaebul SC
El Hwaebul SC es un equipo de fútbol de Corea del Norte que juega en la Liga de fútbol de Corea del Norte, la primera división de fútbol en el país.

## Historia
Fue fundado en mayo del año 2013 en la ciudad de Hwaebul como un club multideportivo que representa a la ciudad en los deportes que se realizan en Corea del Norte.
En ese mismo año, el club debuta en fútbol en los torneos realizados en Corea del Norte, aunque fue hasta el año 2014 que consigue su primer logro, el cual fue ganar el título de la Liga de fútbol de Corea del Norte.

## Palmarés
- Liga de fútbol de Corea del Norte: 2

2014, 2016
- Osandok Prize Sports Contest: 1

2016
- Paektusan Prize Sports Games: 1

2016

## Jugadores

### Jugadores destacados
- Kuk-Chol Jang
- Won Choe
- Yong-Kwang Kim
- Kim Dae-Hiung